# Albert Merz (Maler)
Albert Merz (* 28. Juni 1942 in Unterägeri) ist ein schweizerischer Maler und Zeichner. Er schuf  Wandbilder, Grafiken, Skulpturen und Installation. Er lebt und arbeitet in Berlin.

## Leben und Werk
Merz studierte von 1958 bis 1962 am Lehrerseminar in Zug. 1972 wechselte er an die Schule für Gestaltung (heute Hochschule Luzern)  in Luzern, wo er bis 1975 zum Zeichenlehrer ausbildet wurde. Merz zog 1980 zog er nach Berlin, wo er seither lebt, und studierte von 1980 bis 1984 an der Hochschule der Künste Berlin.
Dem Zeitgeist der frühen 1980er Jahre folgend, wandte sich Merz der sogenannten Wilden Malerei zu, es entstanden amorphe, expressive Bilder.  Nach 1985 verwendete er in seine Malerei  Zeichen und Symbole, „… stilisierte Chiffren für den Menschen zwischen Natur und Kultur, zwischen Intellekt und Gefühl, zwischen Geburt und Tod.“. In seinem Heimatkanton Zug verwirkliche Merz einige Kunst-am-Bau-Projekte. 1988 gestaltete er den Um- und Neubau der Stadt- und Kantonsbibliothek in Zug, 2009 bemalte Merz die Aussenfassade der neuen Ägerihalle in Unterägeri.

## Auszeichnungen
- 1997:  Werkjahr der Stiftung Landis & Gyr in London
- 1986: Arbeitsstipendien der Stadt Berlin und des Istituto Svizzero in Rom